# مجموعة محدبة

مجموعة محدبة لأن القطعة XY تنتمي كاملةً إلى المجموعة المبينة باللون الأخضر.

مجموعة غير محدبة لأن الجسم الأحمر من القطعة XY لا ينتمي إلي المجموعة المبينة باللون الأخضر.

في الفضاء الإقليدي، يكون جسم ما محدبا إذا كانت القطعة المستقيمة الواصلة بين كل نقطتين من الجسم تقع بكاملها ضمن حدود الجسم.
على سبيل المثال، يعتبر المكعب محدباً، بينما شكل الهلال غير محدب.

## وصلات خارجية
- قراءات في المجموعات المحدبة, notes by Niels Lauritzen, في جامعة آرهوس, مارس 2010.